# Василь Пугач
Василь Пугач (нар. ? — пом. ?) — полковник Бугогардівської паланки Вольностей Війська Запорозького Низового часів Нової Січі (1734–1775). 

## Історичні відомості
Василь Пугач вперше в документах зустрічається в 1774 році, як полковник Бугогардівської паланки у справі про Бугогардовий перевіз. 
Дмитро Яворницький, під час відвідин Гарду в 1886 році, записав легенду про героїчний подвиг полковника Пугача, який загинув під час наїзду татарської орди на Гард. Біля смт. Костянтинівка є скеля, 30 м заввишки із загальною площею до 1 гектара, яку називають скелею Пугача.